# Barra de estado

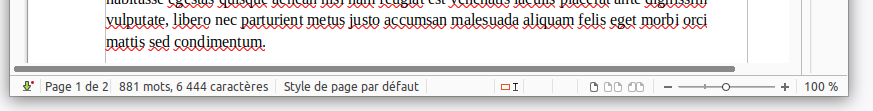
Barra de estado de LibreOffice Writer

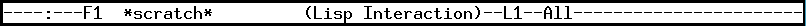
Una barra de estado en modo texto en Emacs

Una barra de estado o línea de estado es un elemento de control gráfico que consiste en una barra horizontal, situada normalmente en la parte inferior de una ventana, que ofrece información sobre el estado del programa asociado a ella u otras notificaciones. Puede estar dividida en secciones para organizar los distintos tipos de información que se muestran, y en ocasiones también puede contener iconos y barras de progreso. En los dispositivos móviles suelen estar situadas en la parte superior de la pantalla.
También puede estar basada en texto, principalmente en las aplicaciones de consola, en cuyo caso suele ocupar la última fila de una configuración en modo texto de 80x25, dejando las 24 filas superiores para los datos de la aplicación. Normalmente, la barra de estado (denominada en este contexto línea de estado) muestra el estado actual de la aplicación y atajos útiles de teclado. Un ejemplo es el editor de texto "vi" de UNIX (de los años 70) o los sistemas Linux más recientes.

## Uso
Las barras de estado se han utilizado durante años para mostrar mensajes de aviso en una zona predefinida, en lugar de hacerlo con ventanas emergentes en el centro de la pantalla que pueden distraer al usuario o tapar la visión de información relacionada. Aunque tienen la ventaja de poder mostrar información de forma continua y sin interrupciones, su ubicación en el borde de la pantalla hace que para muchos usuarios pasen más desapercibidas que un cuadro de diálogo.
La existencia o no de la barra de estado depende del programa, pero suele aparecer sólo en la ventana principal y con mucha menos frecuencia en las subventanas o cuadros de diálogo. En ocasiones no está visible por defecto, en cuyo caso puede activarse seleccionando "Mostrar barra de estado" en el menú Ver de la aplicación. Si no aparece esta opción, es posible que el programa no utilice la barra de estado.

## Ejemplos de uso

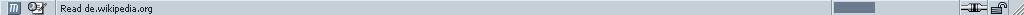
Barra de estado del navegador Mozilla 1.7 durante la carga de una página

- En un administrador de archivos, suele mostrar el número de elementos del directorio actual, su tamaño total o el tamaño del elemento seleccionado en ese momento.[3]
- En un navegador web, suele estar oculta o en blanco cuando el usuario está viendo una página, pero mostrará la dirección de un hipervínculo cuando el usuario sitúa el cursor sobre él. También muestra el estado de carga de las páginas web y los mensajes de error.[3]
- En un programa de edición gráfica, suele mostrar información sobre la imagen actual, como sus dimensiones, espacio de color o resolución, la posición actual del puntero del ratón sobre la superficie de trabajo o el factor de zoom.[3]
- En un procesador de textos, suele mostrar la posición del cursor, la página en la que se encuentra, el número total de páginas y caracteres del documento, el factor de zoom, el modo de inserción y el estado de las teclas Bloq Mayús, Bloq Num y Bloq Despl.
- En una hoja de cálculo, la barra de estado muestra información similar a la de los procesadores de texto, pero incluye la posibilidad de mostrar la media, la suma, el valor máximo, etc. de las celdas seleccionadas.